# Lauwersteeg
De Lauwersteeg is een steeg in het centrum van de Nederlandse stad Utrecht. 
De steeg is zo'n 80 meter lang en ze verbindt de Oudegracht met de Steenweg. De steeg bestond al omstreeks 1300. Ten tijde van de middeleeuwse handelswijk Stathe lag de bebouwing vermoedelijk ter hoogte van de Steenweg. Richting de glooiende oever liepen paadjes en de Lauwersteeg is daar een overblijfsel van. De steeg is niet naar looiers vernoemd maar (vermoedelijk) naar een persoon/geslacht. De westwand van de steeg bestaat uit moderne gebouwen. Aan de oostzijde bevinden zich nog enkele oude huizen.